# El Horria (яхта)
El Horria (спущена на воду в 1864 под именем Mahroussa и до 1951 года носила это название) — королевская яхта, построенная  в 1865 году для Исмаила-паши, хедива Египта. На 2010 год корабль всё ещё находится в строю.

## История создания
Была построена заводом Samuda Brothers на Темзе и конструктивно повторяла колёсную британскую яхту HMY «Виктория и Альберт II». Обслуживала королевскую семью Египта до 1951 года.
За время существования были произведены два серьёзных изменения конструкции.
В 1872 году корпус был удлинён на 12,5 метров. В 1905 году были установлены паровые турбины Парсонса (подобная СУ появилась на яхте впервые), яхта из колесной превратилась в винтовую, при этом её длина была увеличена еще на 6 метров. Работы проводились компанией Pointhouse Shipyard of A & J Inglis из Глазго (Шотландия).

## Служба
Mahroussa получила известность как первое судно, которое прошло в 1869 году через Суэцкий канал во время церемонии открытия. Во время мировых войн входила в состав египетского флота, но в боевых действиях не участвовала.
После отречения короля Фарука, она была передана египетским правительством для использования в качестве учебного корабля, тогда же было новое название. Большую часть времени проводила в восточном Средиземноморье, но участвовала также в различных международных мероприятиях, в том числе в праздновании двухсотлетия Соединённых Штатов Америки.
В настоящее время судно входит в состав ВМС Египта, являясь самым старым действующим морским судном, и иногда используется в качестве президентской яхты. Корабль уходит в море примерно три раза в год, но обычно только на одни сутки.